# Chalepoxenus muellerianus
Chalepoxenus muellerianus é uma espécie de formiga da família Formicidae.
É endémica da Itália.